# Le Tour-du-Parc
Le Tour-du-Parc en idioma francés y oficialmente, Tro-Park en bretón,  es una localidad y comuna francesa en la región administrativa de Bretaña , en el departamento de Morbihan, muy próxima al golfo de Morbihan. 

## Demografía
| 483 | 502 | 583 | 571 | 672 | 741 |
| Para los censos de 1962 a 1999 la población legal corresponde a la población sin duplicidades (Fuente: INSEE [Consultar]) |     |     |     |     |     |

## Economía
La economía en esta comuna costera está basada principalmente en la ostricultura y, más recientemente, en el turismo